# Rosa Mariscal
Rosa Mariscal Peña (Madrid, 20 de enero de 1970-ibidem, 22 de abril de 2022) fue una actriz española.

## Carrera artística
Trabajó en varias películas, obras de teatro y series de televisión, siendo la que dio una mayor popularidad Hospital Central, donde encarnó durante más de tres años el personaje de la pediatra Andrea Valverde. En la serie, destacó, sobre todo, por su bonita relación de amor con Vilches (Jordi Rebellón).
En cine destacan sus trabajos en películas como Cuando vuelvas a mi lado (1999) de Gracia Querejeta o Amor, curiosidad, prozak y dudas (2001) de Miguel Santesmases.
Realizó varios cursos de interpretación escénica, teatro, danza y voz.
Falleció por a los 52 años, a causa de un cáncer que venía padeciendo tiempo atrás.

## Filmografía

### Películas
- Resultado final (1998), de Juan Antonio Bardem.
- Agujetas en el alma (1998), de Fernando Merinero.
- Cuando vuelvas a mi lado (1999), de Gracia Querejeta
- Amor, curiosidad, prozak y dudas (2001), de Miguel Santesmases.
- Viaje a Surtsey (2012), de Javier Asenjo.

### Cortometrajes
- Cuando cae la tarde
- Sótano (1997)
- Se fue (1997), de Jacobo Martos.
- El sueño del oso hormiguero
- ¿Y si se lo digo? (2001), de Eva Norberto.
- Aliento (2001), de Daniel Azancot.
- Pneuma (aire) (2001).
- Ella nunca duerme (2002).
- Elisa Guzmán (2004), de Sonia Sebastián.
- Una cierta idea de felicidad (2005), de Javier Asenjo.
- Limbo (2006), de Miguel Ángel Prieto.

## Televisión

### Personajes fijos
- La otra familia (1996).
- Hospital Central (2000-2003), como Dra. Andrea Valverde.

### Personajes episódicos
- Señor alcalde (1998)
- Periodistas (1998)
- 7 vidas (2006), como Carmen "Mamen", 2 episodios.
- Herederos (2008)
- Impares (2008)
- Ángel o Demonio (2011)
- La pecera de Eva (2011), como Alicia, 9 episodios.

## Teatro
- Todos eran mis hijos
- Poeta en Nueva York
- Yerma
- Fuenteovejuna
- El baile de las máscaras
- Los Pelópidas
- Una bala perdida
- Rigoleto y los tres pelos del diablo (marionetas)
- Rondó para dos mujeres y dos hombres (2005), de Francisco Vidal
- Cuando era pequeña (2006-2007), de Tamzin Townsend.
- La Visita (2013-2015), de Antonio Muñoz de Mesa.

## Premios
- Premio de Baleares entregado como mejor actriz de televisión, en la discoteca Tito's de Palma de Mallorca por Hospital Central.
- Premio de Palmarés (2001) como mejor actriz por el corto ¿Y si se lo digo? de Eva Norberto.
- Festival de Málaga de Cine Español 2001: Mención Especial del Jurado junto con Pilar Punzano, Silvia Marsó y Esther Ortega por Amor, curiosidad, prozak y dudas (2001).